# Kéregerősítő
Kéregerősítő, felületerősítő anyagok olyan cement alapú termékek, melyek az ipari padlók legfelső, nagyfokú igénybevételnek kitett rétegének mechanikai tulajdonságait javítják: kopásállóságot, teherbírást, ütéssel szembeni ellenálló képességet, valamint csökkentik a felületen a repedések, hajszálrepedések kialakulásának lehetőségét. 

## Típusaik
Két alaptípusuk kerül forgalomba: 
- standard változat – a hagyományos porszórásos technológiához
- HP változat – speciálisan a habarcsos technológiához

Különböző felhasználási területekre, kopásállósági igényre, teherforgalomra különböző típusokat gyártanak: szikramentes, korund tartalmú, acéltartalmú, antisztatikus stb.
A kéregerősítő anyagokat kézzel (lapáttal), mechanikus porszóró géppel, vagy nagy teljesítményű porszóró géppel juttatják ki az ipari padló felületére. A felületbe történő nem alapos bedolgozás esetén felválik, felpattogzik, mechanikai javító-védő szerepét nem fejti ki, és esztétikailag is csúnya lesz. 